# Матчи претенденток 1977/1978
Матчи претенденток 1977/1978
8 участниц, в том числе Н. Александрия и И. Левитина (участницы финального матча претенденток 1975), Е. Ахмыловская, В. Козловская, А. Кушнир, Е. Фаталибекова и М. Чибурданидзе (победительницы межзональных турниров). В матчах претенденток 1977/1978 участвовала также Т. Лемачко, одержавшая победу в дополнительном матче над А. ван дер Мейе. В четвертьфинальных матчах Ахмыловская выиграла у Лемачко, Кушнир — у Левитиной, Фаталибекова — у Козловской, Чибурданидзе — у Александрии. В полуфинальных матчах Кушнир победила Фаталибекову, а Чибурданидзе — Ахмыловскую. Финальный матч Чибурданидзе — Кушнир выиграла Чибурданидзе, получившая право на матч с чемпионкой мира Н. Гаприндашвили. 